# Tapio Kantanen
Tapio Kantanen (Heinola, Finlandia, 31 de mayo de 1949) es un exatleta finlandés cuya especialidad fue fundamentalmente los 3000 m obstáculos. Participó en los Juegos Olímpicos de Múnich en 1972 donde logró la medalla de bronce.
Volvió a participar en los Juegos Olímpicos de Montreal en 1976 donde logró el cuarto puesto con un tiempo de 00:08:12.600. Y en los de Moscú de 1980.